# Округ Хокинс (Тенеси)
Округ Хокинс (енгл. Hawkins County) је округ у америчкој савезној држави Тенеси.

## Демографија
По попису из 2010. године број становника је 56.833, што је 3.27 (6,1%) становника више него 2000. године.
| Група             | 2000.          | 2010.          |
| Белци             | 51.799 (96,7%) | 54.453 (95,8%) |
| Афроамериканци    | 830 (1,5%)     | 740 (1,3%)     |
| Азијати           | 124 (0,2%)     | 278 (0,5%)     |
| Хиспаноамериканци | 417 (0,8%)     | 669 (1,2%)     |
| Укупно            | 53.563         | 56.833         |